# Sistema algébrico computacional
Um sistema algébrico computacional (em inglês:  computer algebra system) é um programa de computador que facilita o cálculo na matemática simbólica. Normalmente, os sistemas disponíveis no mercado incluem:
- precisão aritmética arbitrária (bignum), possibilitando por exemplo a avaliação de pi a 10.000 dígitos
- motor de manipulação simbólica, para simplificar expressões algébricas, para diferenciar e para integrar funções e resolver equações
- facilidades gráficas, para produzir gráficos de funções, normalmente a duas ou a três dimensões
- um subsistema de álgebra linear, para permitir cálculo de matrizes e resolver sistemas de equações lineares
- uma linguagem de programação de alto nível, permitindo aos utilizadores implementar os seus próprios algoritmos
- um sistema de composição para expressões matemáticas

Álgebra computacional ou computação algébrica é o nome da tecnologia para a manipulação de fórmulas matemáticas por computadores digitais. A Álgebra computacional, também conhecida pelo termo computação simbólica pode ser definida ainda como uma computação com símbolos representando objetos matematicos.

## História
A ideia de usar computadores para computação simbólica realmente antecede aos computadores eletro-mecânicos. Ada, condessa de Lovelace, sugeriu seu uso ainda em 1844. Os sistemas de álgebra computacional começaram a aparecer no início da década de 1960 e evoluíram a partir da pesquisa para a inteligência artificial. Nesta década dá-se início a elaboração dos primeiros software no campo da manipulação simbólica. Entre os software desenvolvidos no período 1961-1966  destacam-se o Formac, o Lisp e o Alpak. No período 1966-1971 surge a segunda geração, englobando os software Macsyma, Reduce e ScratchPad. Durante o período 1970-1980, o Reduce e o Macsyma ganham popularidade e surge o sofwtare MuMath, antecessor do Derive. A partir da década de 80, surgem os software Maple, Mathematica e Derive. Os primeiros sistemas popularizados foram Reduce, Derive e Macsyma os quais ainda são comercializados; uma versão copyleft do Macsyma chamada Maxima está sendo mantida. Os actuais líderes de mercado são Maple e Mathematica; ambos sendo frequentemente usados por matemáticos, pesquisadores, cientistas e engenheiros. O MuPAD é um sistema comercial que oferece uma versão gratuita (com um interface ligeiramente restrito) para a pesquisa não comercial e uso educacional. Alguns sistemas de álgebra computacional focam uma área específica de aplicação, estes são normalmente desenvolvidos por estudantes e são gratuitos.

## Lista de sistemas algébricos computacionais
- Uso genérico
  - Comercial
    - «Behavioural Calculus»
    - Derive
    - DoCon
    - Maple
    - Mathematica
    - MuMATH
    - MuPAD
    - Reduce
    - MathCad
    - MATLAB - Symbolic Math Toolbox

  - Software gratuito
    - Axiom
    - Eigenmath
    - GiNaC
    - Macsyma
    - Maxima
    - Advanced Trigonometry Calculator
    - «Sage Math on Wikipedia». , open-source, escrito em Python (Sage Math site)
    - Yacas
    - dcas
- geometria algébrica, computações polinomiais:
  - Macaulay
  - SINGULAR
- Teoria de grafos
  - VEGA
- álgebra, teoria de grupos
  - GAP
  - Magma
- Teoria numérica:
  - PARI-GP gratuito
- calculadoras com sistemas de álgebra
  - TI-89 (baseado em tecnologia Derive)
  - TI-92 (baseado em tecnologia Derive)
  - HP 49G+
  - HP Prime+ bibliotecas de computação algébrica
  - SymbolicC++